# Cavedog Entertainment
Cavedog Entertainment, oder Cavedog, war ein US-amerikanischer Spieleentwickler in Bothell, Washington. Cavedog Entertainment wurde 1997 bekannt mit der Veröffentlichung des Echtzeit-Strategiespiels Total Annihilation (TA), welches viele Auszeichnungen erhielt, u. a. The Greatest Games of All Time von GameSpot, und sich mit Erweiterungen über eine Million Mal verkaufte.

## Firmengeschichte
Cavedog Entertainment wurde 1996 als Abteilung von Humongous Entertainment, einer Firma für Kindercomputerspiele, von Ron Gilbert und Shelley Day gegründet um Mainstream-Computerspiele für Erwachsene zu machen.

### Total Annihilation
Für den Aufbau von Cavedog wurden 1996 viele ehemalige Entwickler der im gleichen Jahr geschlossenen Square-Abteilung in Redmond engagiert, darunter Jeremy Soule und Grafikdesigner Clayton Kauzlaric, der das Firmenlogo entwarf. Projektleiter und Spieldesigner des ersten Projekts wurde Chris Taylor, welcher Ron Gilbert von der Idee eines large-scale RTS-Spiels überzeugen konnte.

Cavedog Boneyards Logo (1999)

Während der TA-Entwicklung wurde die Mutterfirma von Cavedog, Humongous Entertainment, im Juli 1996 von GT Interactive für $76 Millionen aufgekauft, einem Videospiel-Publisher. Dieser wurde 1999 selbst von Infogrames akquiriert, dem späteren Atari. Der Aufkauf von Humongous beeinflusste die Entwicklung von TA jedoch nicht negativ und nach einer erfolgreichen Präsentation auf der E3 1997 wurde TA am 25. Oktober 1997 veröffentlicht. Taylor verließ jedoch die Firma kurz vor der Veröffentlichung der ersten TA-Erweiterung Total Annihilation: Core Contingency um seine eigene Entwicklungsfirma zu gründen, Gas Powered Games. Trotz dieses Verlustes veröffentlichte Cavedog noch eine weitere Erweiterung Total Annihilation: Battle Tactics, wie auch viele weitere frei herunterladbare Verbesserungen wie Karten und zusätzliche Einheiten. Dies hatte eine starke Online-Community zur Folge, mit einem eigenen Online-Service, genannt Boneyards (nicht mehr aktiv) für Online-Matches zwischen TA-Spielern.

Variante des Cavedog-Logos

### TA: Kingdoms
1999 wurde das lang erwartete Total Annihilation: Kingdoms veröffentlicht. TA:Kingdoms basierte technisch überwiegend auf der TA-Spieleengine, ersetzte die Science-Fiction-Spielwelt jedoch mit einem Fantasy-Hintergrund. Die Resonanz bei Spielern und Presse auf diesen Ableger war jedoch nicht so positiv wie beim Originaltitel. Trotzdem, eine Erweiterung The Iron Plague, wurde veröffentlicht.
Am 1. April wurde als Aprilscherz bekannt gegeben, dass sich wegen Markenrechtsproblemen Cavedog Entertainment in Frozen Yak Entertainment umbenannt habe. Eine dazugehörige Webseite wurde unter “frozenyak.com” veröffentlicht, auf der auch alle bisherigen Spiele neue Namen bekamen. Diese Webseite ist im Gegensatz zur offiziellen Webseite cavedog.com weiterhin online.

### Unvollendete Projekte
Das Ende von Cavedog begann, als die Spieleindustrie einen Rückgang der Verkaufszahlen erlebte, von dem auch die Mutterfirma GT Interactive nicht verschont blieb. Neben der TA-Serie hatte Cavedog noch drei weitere ambitionierte Projekte in Entwicklung, jedoch nur Total Annihilation und TA:Kingdoms schafften es in die Läden, wenn auch mit Verkaufszahlen, die der weitaus breiteren Nutzerzahl nicht entsprach.
Die unbeendeten Projekte waren Amen: The Awakening, ein First-Person-Shooter; Elysium, ein Fantasy-Adventure, und Good & Evil, ein Adventure-Spiel von Ron Gilbert. Als GT Interactive immer weiter in die Verschuldung rutschte und auch keine Veröffentlichungstermine absehbar waren, wurden alle drei im Herbst 1999 eingestellt.
GT Interactive wurde von Infogrames aufgekauft die Cavedog-Marke von Humongous Entertainment 2000 nicht weiterverfolgt, welches sich nun wieder auf Kindercomputerspiele fokussierte. Cavedog erklärte deshalb den Konkurs im Jahr 2000. Humongous Entertainment wurde jedoch ebenfalls 2005 von Infogrames geschlossen (nun Atari). Cavedogs Entwickler spielten später bedeutende Rollen für Entwicklungsstudios wie Gas Powered Games und Beep Industries.